# Tangipahoa Parish
Tangipahoa Parish is een parish in de Amerikaanse staat Louisiana.
De parish heeft een landoppervlakte van 2.047 km² en telt 100.588 inwoners (volkstelling 2000). De hoofdplaats is Amite.